# 到沆
到沆（とう こう、477年 - 506年）は、南朝斉から梁にかけての官僚・文人。字は茂瀣。本貫は彭城郡武原県。

## 経歴
斉の五兵尚書の到撝の子として生まれた。5歳のとき、到撝が屏風に古詩の一部を書き出して、読みを一遍教えると、到沆はそれを暗誦することができた。成長すると学問に励み、文章を得意とし、篆書や隷書に巧みであった。また風采や容姿にも優れていた。斉の建武年間、後軍法曹参軍を初任とした。
天監元年（502年）、梁の武帝が即位すると、到沆は征虜主簿に転じた。蕭統が皇太子となると、到沆はその下で太子洗馬となった。文徳殿に学士省が置かれると、到沆は召し出されて史書の校定にあたった。武帝が華光殿で宴会をおこない、群臣に命じて詩を賦させると、到沆は200字のものを3刻で完成させ、その文はたいへん美しいものであった。天監3年（504年）、殿中曹侍郎となった。従兄の到漑や到洽とともに才名で知られ、みな相次いで殿中につとめたため、当時に栄誉とされた。天監4年（505年）、太子中舎人となった。
到沆は自ら他人を攻撃することがなく、他人の長所や短所をあげつらうこともなかったため、任昉や范雲と友情を結ぶことができた。丹陽尹丞に転じたが、病のために職務につくことができず、北中郎諮議参軍に転じた。
天監5年（506年）、在官のまま死去した。享年は30。かれの著した詩や賦は100篇あまりあった。

## 伝記資料
- 『梁書』巻49 列伝第43
- 『南史』巻25 列伝第15